# Коман, Яцек
Яцек Коман (пол. Jacek Koman; род. 15 августа 1956, Бельско-Бяла, Польша) — польский и австралийский актёр театра, кино и телевидения, а также вокалист группы VulgarGrad.

## Ранняя жизнь
Родился и вырос в небольшом городе Бельско-Бяла в южной части Польши (на тот момент — ПНР). Его родителями были актёры местного театра Адам Коман (1922-2005) и Галина Добровольская. В 1976 году Коман окончил Театральную школу им. Леона Шиллера в Лодзи.

## Карьера
Дебютировал в 1978 году на сцене Цешинского театра им. Адама Мицкевича, исполнив роль Лизандра в пьесе «Сон в летнюю ночь».
В 1981 году переехал в Австрию, где прожил 8 месяцев. Затем вместе со своим братом Томеком эмигрировал в Австралию. Первое время они жили в Перте, откуда позже переехали в Мельбурн.

## Личная жизнь
Женат на актрисе Кэтрин Макклементс, с которой познакомился в одном из театров Мельбурна в конце восьмидесятых. У пары двое детей: дочь Коко (род. в 2001) и сын Куинси (род. в 2007).

## Фильмография
| Год       |   | Русское название                | Оригинальное название            | Роль                           |
| --------- | - | ------------------------------- | -------------------------------- | ------------------------------ |
| 1991      | ф | Беспощадная охота               | Hunting                          | дворецкий                      |
| 1996      | ф | Что я написал                   | What I Have Written              | Джереми Фильшар                |
| 1997      | ф | Слава Богу, он встретил Лиззи   | Thank God He Met Lizzie          | Рауль                          |
| 2001      | ф | Мулен Руж!                      | Moulin Rouge!                    | аргентинец-нарколептик         |
| 2003      | с | Стингеры                        | Stingers                         | Дэниел Тедеско                 |
| 2006      | ф | Дитя человеческое               | Children of Men                  | Томаш                          |
| 2007      | ф | Забытые желания                 | Romulus, My Father               | Вацек                          |
| 2008      | ф | Австралия                       | Australia                        | Иван                           |
| 2008      | ф | Вызов                           | Defiance                         | Константин (Костик) Козловский |
| 2010      | ф | Колыбельная                     | Kołysanka                        | почтальон                      |
| 2010      | с | Отдел убийств                   | City Homicide                    | Андро Буджман                  |
| 2011      | ф | Охотник                         | The Hunter                       | посредник                      |
| 2011      | ф | Призрачный гонщик 2             | Ghost Rider: Spirit of Vengeance | Терроков                       |
| 2012      | с | Леди-детектив мисс Фрайни Фишер | Miss Fisher's Murder Mysteries   | мистер Мертон                  |
| 2013      | с | Вершина озера                   | Top of the Lake                  | Вольфганг Заниц                |
| 2014      | ф | Молодая кровь                   | Son of a Gun                     | Сэм Леннокс                    |
| 2016—2017 | с | Доктор, доктор                  | Doctor Doctor                    | Тревор                         |
| 2017      | ф | Джунгли                         | Jungle                           | Мони Гинсберг                  |
| 2018      | с | Страна приливов                 | Tidelands                        | Грегорий Столин                |
| 2019      | ф | Джуди и Панч                    | Judy & Punch                     | певец                          |
| 2020      | с | В густом лесу                   | W głębi lasu                     | Давид Голдштайн                |